# Oxydactyla coggeri
Oxydactyla coggeri är en groddjursart som beskrevs av Richard G. Zweifel 2000. Oxydactyla coggeri ingår i släktet Oxydactyla och familjen Microhylidae. IUCN kategoriserar arten globalt som otillräckligt studerad. Inga underarter finns listade i Catalogue of Life.